# Keyritty
Keyritty eller Ala Köyritynjärvi är en sjö i Finland. Den ligger i kommunerna Rautavaara och Kuopio i landskapet Norra Savolax, i den centrala delen av landet, 400 km nordost om huvudstaden Helsingfors. Keyritty ligger 120,1 meter över havet. Den är 30,8 meter djup. Arean är 18,29 kvadratkilometer och strandlinjen är 74,97 kilometer lång. Sjön  ingår i Vuoksens huvudavrinningsområde.   I omgivningarna runt Keyritty växer i huvudsak blandskog. Den sträcker sig 14,6 kilometer i nord-sydlig riktning, och 7,2 kilometer i öst-västlig riktning.
I övrigt finns följande i Keyritty:
- Oinasluoto (en ö)
- Repoluoto (en ö)
- Honkasaari (en ö)
- Aataminpelto (en ö)
- Siikaluoto (en ö)
- Saviluoto (en ö)
- Pieni Korpisaari (en ö)
- Iso Korpisaari (en ö)
- Keinäsluoto (en ö)
- Putikonluoto (en ö)
- Pilkanluoto (en ö)
- Pyöreäluoto (en ö)
- Tulisaari (en ö)
- Pieni-Höylä (en ö)
- Höylä (en ö)
- Verkkosaari (en ö)
- Hirviluoto (en ö)
- Lamposaaret (en ö)
- Kalmo (en ö)

Följande samhällen ligger vid Keyritty:
- Rautavaara (2 066 invånare)